# استاروپوچکاکوو
استاروپوچکاکوو (انگلیسی: Staropuchkakovo) یک شهرک در شهرستان چکماگوشفسکی استان باشقیرستان کشور روسیه است.